# Alfons V del Congo
Afonso Ndo Mfunsu V (m. 1752) va ser awenekongo (governant titular) del regne del Congo del 1785 al 1787.
Alfonso V formava part de la facció meridional del kanda Kinlaza instal·lat a Nkondo. Era germà i successor del manikongo José I i va prendre possessió del tron sense oposició l'abril de 1785. El rei tenia una gran reputació de pietat i en la seva correspondència adoptà el títol pompós de Rei del Kongo, el poderós Dom Afonso, el V sobirà d'una part d'Etiòpia. Alfons V va morir dos anys més tard, enverinat pels seus enemics segons certs rumors i esclatà un nou conflicte.